# Лебедев, Александр Фёдорович (Герой Советского Союза)
Александр Фёдорович Лебедев (1919—1986) — капитан Советской Армии, участник Великой Отечественной войны, Герой Советского Союза (1945).

## Биография
Родился 11 января 1919 года в деревне Паниха (ныне — Ярославский район Ярославской области) в семье рабочего прядильной фабрики. После окончания неполной средней школы (4 класса) работал сначала в колхозе, затем слесарем Ярославского завода асбестовых изделий.
В 1939 году был призван на службу в Рабоче-крестьянскую Красную Армию, окончил полковую школу. С июня 1941 — на фронтах Великой Отечественной войны. В июне-августе 1942 учился на курсах младших лейтенантов. С августа 1942 вновь в действующей армии – на Донском, Центральном и 1-м Белорусском фронтах. Был командиром взвода, роты, заместителем командира батальона. Участвовал в Сталинградской и Курской битвах, освобождении Белорусской ССР и Польши.
К апрелю 1945 года гвардии капитан Александр Лебедев был заместителем командира батальона 66-го гвардейского стрелкового полка 23-й гвардейской стрелковой дивизии 3-й ударной армии 1-го Белорусского фронта. Отличился во время боёв в Германии. 17 апреля 1945 одним из первых переправился через реку Альте-Одер в районе населённого пункта Бушхов в 10 километрах к югу от Врицена и принял активное участие в боях за захват и удержание плацдарма на его западном берегу, лично уничтожив 8 вражеских солдат и взяв ещё 2 в плен. Когда командир батальон получил тяжёлое ранение, взял командование на себя, лично вёл огонь из 76-миллиметрового орудия, оставшегося без расчёта.
Указом Президиума Верховного Совета СССР от 31 мая 1945 года за «образцовое выполнение боевых заданий командования на фронте борьбы с немецкими захватчиками и проявленные при этом мужество и героизм» гвардии капитан Александр Лебедев был удостоен звания Героя Советского Союза с вручением ордена Ленина и медали «Золотая Звезда» за номером 6741.
После войны окончил курсы усовершенствования командного состава, был дежурным офицером в лагере военнопленных в Ярославле. В 1947 демобилизовался. Проживал в Новокузнецке, работал в Южкузбасслаге (1947-1950) командиром взвода 9 дивизиона Чугунашского лагерного пункта, начальником подразделения Учреждения ВД30/12 (поселок Абагур-Лесной). Умер 11 марта 1986. Похоронен в Новокузнецке на Редаковском кладбище.
Был также награждён орденами Красного Знамени, Отечественной войны 1-й степени, Красной Звезды, рядом медалей.